# Герб Оренбурзької області

Герб Оренбурзької області

Герб Оренбурзької області є символом Оренбурзької області, прийнято 23 грудня 1996 року.

## Опис
Герб Оренбурзької області — щит, увінчаний Імператорською короною й оточений золотими дубовими листами, з'єднаними Андріївською стрічкою.
Щит становить найголовнішу частину герба. Уживається французька форма щита, що є прямокутником, основа якого становить 8/9 висоти, виступає в середині нижньої частини вістрям і має закруглені нижні кути. Щит ділиться на дві частини за допомогою прямої, що з'єднує бічні сторони. У срібній главі — лазурова куниця, що біжить, із червленими очима і язиком. У нижньому червленому полі два золотих прапора навхрест, прикрашених Імператорським Російським орлом, супроводжений вгорі прикрашеним на кінцях золотим греко-російським хрестом (з однієї поперечиною в пояс і однієї поперечиною в перев'яз), а внизу — золотим півмісяцем, поверненим рогами нагору й уліво; на полотнище кожного із прапорів — російський орел. Орли на прапорах — чорні, але їхні дзьоби й лапи, а також регалії в лапах повинні бути золотими, над головами повинна перебувати золота корона із блакитними стрічками, що виходять із неї. Щиток на груди орла повинен бути червоним з тонким золотим контуром. Вершник — у білому одязі й на білому коні, із блакитним плащем, що розвівається. Дракон повинен мати чорні лабети із зеленим тілом та з золотими крилами.
- «Лазуровий» колір (синій, блакитний) не повинен переходити ні у фіолетовий, ні в колір морської хвилі;
- «Червень» (червоний колір) не повинен бути ні рудим, ні малиновим;
- «Золото» може відтворюватися різними відтінками золотого, жовтого, жовто-золотавого.